# Martina Sáblíková
Martina Sáblíková, född den 27 maj 1987 i Nové Město na Moravě, är en tjeckisk skridskoåkerska specialiserad på de långa distanserna. Under de olympiska spelen i Vancouver 2010 tog hon två individuella guldmedaljer samt ett brons. Vid spelen i Sotji 2014 tog hon ytterligare två medaljer, varav ett guld.
Redan som junior uppvisade Sáblíková imponerande resultat i stora internationella tävlingar. Den 18 november 2005 skrinnade hon i Salt Lake City hem juniorvärldsrekordet på 3 000 meter med tiden 4:00,69. Tjeckisk juniormästare blev hon 1999, 2001 och 2004.
I det europeiska allroundmästerskapet i Hamar 2006 slutade hon på en slutlig fjärdeplats, efter en tredjeplats på 3 000 meter och en vinst på 5 000 meter. I 5 000 meters-loppet överraskade hon alla när hon besegrade favoriten Claudia Pechstein.
Vid de olympiska spelen i Turin 2006 blev det som bäst en fjärdeplats i 5 000-metersloppet. Det skulle dröja till året därpå innan Sáblíková skulle få vinna sitt första mästerskap. I det europeiska allroundmästerskapet i italienska Collalbo avgick tjeckiskan med totalsegern efter att hon varit bäst på såväl 3 000 som 5 000 meter. Sáblíková kunde dock inte följa upp EM-guldet i VM i Heerenveen samma år, där slutade hon på femte plats. Men vid säsongens slut stod hon som segrare igen, den här gången i den totala världscupen på 3 000 och 5 000 meter. 
I mars 2007 slog Sáblíková först världsrekord på 5 000 meter (6:45,61). Sedan blev hon den första kvinnan att skrinna under 14 minuter på 10 000 meter; den 15 mars i Calgary slog hon till med tiden 13:48,33. Med detta slog hon sitt tidigare världsrekord med över 20 sekunder och resultatet räckte till en plats på listan över de 100 bästa tiderna på herrsidan.
Sáblíková tilldelades Oscar Mathisens pris, den så kallade "Oscarstatuetten", 2010.
Sáblíková har också, förutom sina framgångar i skridskoåkning, blivit tjeckisk mästare i landsvägscykling och rullskridskor.

## Personliga rekord
| Distans | Tid      | Datum            | Stad           |
| ------- | -------- | ---------------- | -------------- |
| 500 m   | 39,49    | 12 februari 2011 | Calgary        |
| 1000 m  | 1:17,36  | 28 november 2009 | Calgary        |
| 1500 m  | 1:54,55  | 3 mars 2007      | Calgary        |
| 3000 m  | 3:55,55  | 12 februari 2011 | Calgary        |
| 5000 m  | 6:42,66  | 18 februari 2011 | Salt Lake City |
| 10000 m | 13:48,33 | 15 mars 2007     | Calgary        |